# Viviennea griseonitens
Viviennea griseonitens là một loài bướm đêm thuộc phân họ Arctiinae, họ Erebidae được Walter Rothschild mô tả lần đầu năm 1909. Loài này có ở Perú.